# Afromevesia canzelica
Afromevesia canzelica là một loài tò vò trong họ Ichneumonidae.